# Hold On (canción de John Lennon)
«Hold On» es una canción del álbum John Lennon/Plastic Ono Band de John Lennon. Cuenta con sólo voces, trémolo de guitarra, batería, bajo y guitarra, típico de los acuerdos dispersos por Lennon que salieron favorecidos en su momento. En el medio de la canción, murmura Lennon la palabra "cookie", imitando el monstruo de las galletas del programa de televisión estadounidense para niños Plaza Sésamo. En la reedición de 2000 de John Lennon/Plastic Ono Band, "Hold On" incluye una introducción ligeramente más larga. La versión original fue restaurada en la reedición de 2010.
El tema de la canción es la fragilidad emocional, como el estado que muestra la letra que cuando estás solo en el mundo sólo hay que "aguantar". Lennon intenta cerciorarse de que él y su esposa Yoko Ono tengan la fuerza para superar sus retos, y si se aferran, "que va a estar bien" y "vamos a ganar la pelea". De hecho, hacia el final de la canción Lennon amplía el objeto de abarcar el mundo entero, cantando que la paz será posible cuando todos van a "ver la luz" y darse cuenta de que todos somos "uno".
Musicalmente, Lennon toca su guitarra con suavidad, aplicando trémolo, un efecto que dice Jackson coincide con "la tranquilidad relajante de las letras". Sin embargo, la música críticos Wilfrid Mellers y Johnny Rogan estatales que otros elementos de la música crean una cierta tensión con el mensaje tranquilizador. Estos elementos incluyen a Ringo Starr "nervioso" tocando la batería, con muchos silencios, y el fragmentado vocal de la melodía, que rompe la frases de las letras.

## Personal
Los músicos que tomaron parte en la grabación original fueron los siguientes:
- John Lennon - voz, guitarra
- Ringo Starr - batería
- Klaus Voormann - bajo

Esta canción fue muestreada extensamente sobre el tema "Hold on John" de hip-hop del grupo Johnson & Jonson, de su álbum homónimo.